# Bernard Lannes (1762-1830)
Pour les articles homonymes, voir Bernard Lannes et Lannes.
Bernard Lannes, né à Lectoure (Gers) le 19 avril 1762, frère aîné du maréchal d’Empire Jean Lannes, mort à Paris vers 1830, est un prêtre, puis préfet de l’Eure (poste refusé) et préfet des Hautes-Pyrénées.

## Biographie

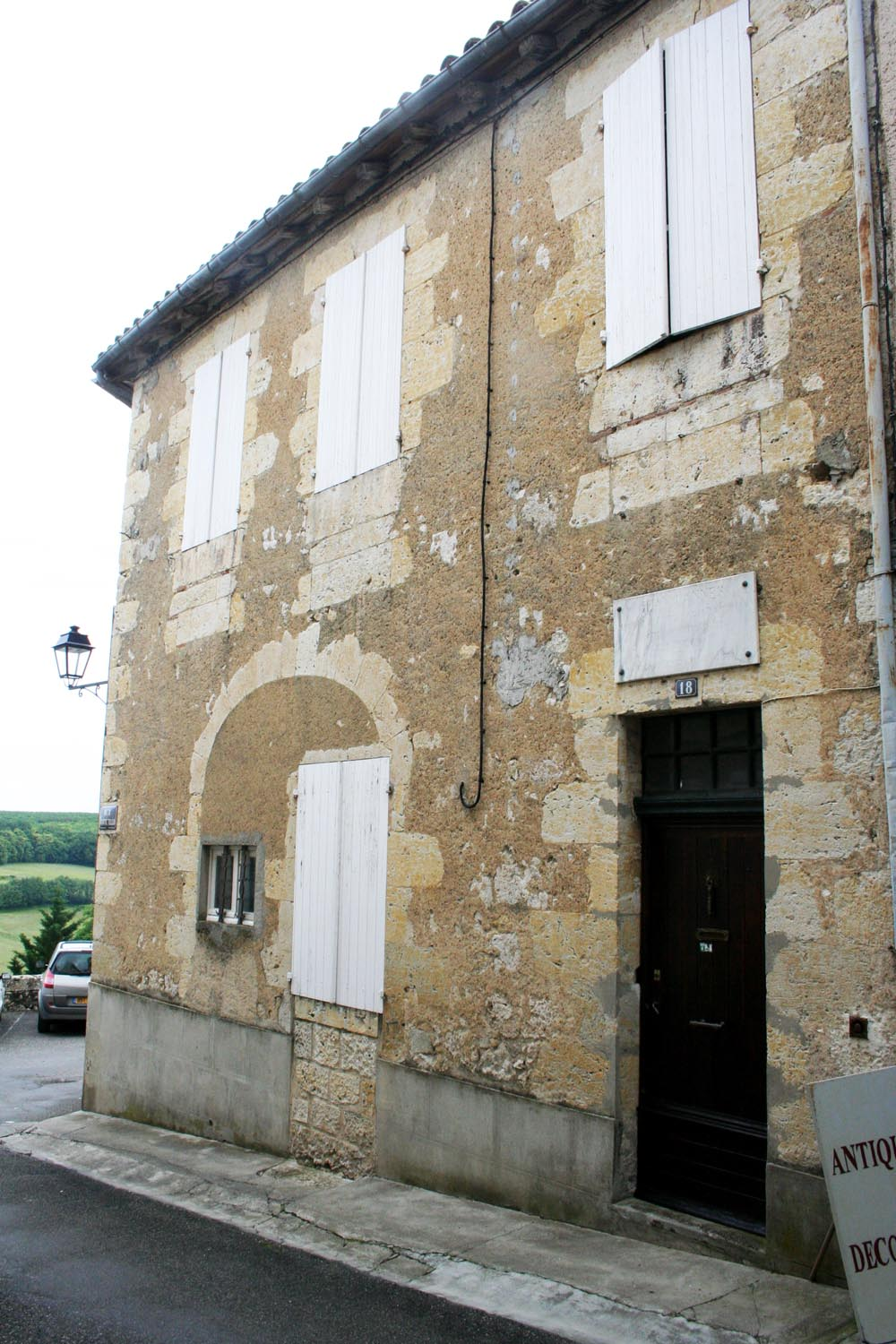
La maison de la famille Lannes, rue Montebello à Lectoure.

Après Jeanne (née en 1760), Bernard Lannes est le deuxième enfant du couple Jean Lannes, trafiqueur (c'est-à-dire bailleur rural et marchand agricole,), et Cécile Fouraignan. Suivent Jean (1764), puis un autre Bernard (1766), tous deux morts au combat, puis Jean (1769), le futur maréchal. Puis un autre Bernard (1771), surnommé Louiset, Jeanne (1774) et Marie (1777). Comme on le voit, la vieille tradition dans la famille Lannes, depuis de nombreuses générations, est de donner les prénoms de Jean ou Jeanne, ou de Bernard, à tous ses enfants.
Bernard, dont l’intelligence est reconnue par le vicaire de l’évêque Emmanuel-Louis de Cugnac, fait des études au séminaire d’Aire et devient docteur en théologie. Ses parents ont vendu des terres en 1787 pour lui constituer une rente afin de payer ses études. Il enseigne ses premiers rudiments à son jeune frère Jean. Puis alors qu’il est curé à Saint-Nicolas-de-la-Grave, il est gagné par les idées révolutionnaires. En 1791, il prête le serment constitutionnel. Il se fait élire curé de Saint-Gervais de Lectoure. Doté d’une ambition plus inébranlable que sa foi catholique, il ne tarde pas à abandonner la prêtrise et recherche une place dans l’administration révolutionnaire : administrateur du Directoire, commissaire du gouvernement. Finalement, grâce à son frère, déjà général et très lié au Premier Consul, il est nommé le 11 ventôse an VIII préfet de l’Eure, poste qu’il refuse, puis deuxième préfet des Hautes-Pyrénées à Tarbes, succédant à Louis Ramond de Carbonnières. Le général Lannes lui aurait aussi donné le château de Lacassagne, près de Maubourguet, où il habite, et qu’il revendra en 1821.
La prise de possession du poste a lieu le 16 germinal an VIII. La troupe, musique en tête, s’avance à sa rencontre à une lieue de la ville, et un banquet civique clôt la fête. Pendant trente mois, Bernard Lannes est un très médiocre préfet. Indécis, qualifié de « gros lourdeau », il est en butte à l’opposition des grandes familles de Tarbes. Le 23 fructidor an X (10 septembre 1802), sur un rapport très critique du ministre de l’intérieur, Bonaparte le révoque. Selon Henri Sales, il aurait été entraîné dans des affaires douteuses par son secrétaire général, un certain Ferdinand Hangard, qui aurait fait par agiotage des fortunes considérables. Mais auparavant son secrétaire particulier était son beau-frère Jean Belliard (époux de sa sœur Jeanne née en 1774) et son secrétaire général Léglise, deux compatriotes Lectourois.  
Bernard Lannes revient à Lectoure avec l’intention d’y « vivre bourgeoisement ». Cependant, il revient assez vite (en 1805) dans le giron de l’Église, sinon par conviction, du moins pour s’assurer des revenus. Après la mort du maréchal, en 1809, il harcèle la famille pour en obtenir des subsides, au point que Napoléon en personne doit intervenir : « J’apprends, écrit-il, qu’il y a des discussions dans la famille du maréchal Lannes. Un prêtre, mauvais sujet, voudrait dépouiller ses enfants. Mon intention est de nommer un tuteur d’office ». 
On retrouve Bernard Lannes en 1812 curé de Chassors et de Sainte-Julienne, près de Jarnac (Charente) ; en 1815, curé de Saint-Louis-en-l'Isle (Dordogne), puis à La Rochelle où il est curé de Notre-Dame de Rochefort ; en 1820 il est prêtre à Angoulême. 
En 1826, le curé d’Aubiet, l’abbé Desbots, étant mort, on lui propose sa place. Il entre en fonctions pour la Noël 1826. Rapidement des « événements fâcheux » se produisent, un « scandale » dont la nature n’est pas révélée (un « accident diplomatique » avec la famille Montesquiou), et il quitte clandestinement Aubiet en 1829 pour se rendre à Paris, où il vit quelque temps obscurément avant de mourir vers 1830, ou peu après.